# Брентонико
Брентонико (итал. Brentonico) је насеље у Италији у округу Тренто, региону Трентино-Јужни Тирол.
Према процени из 2011. у насељу је живело 1836 становника. Насеље се налази на надморској висини од 701 м.

## Становништво
| 1931. | 1936. | 1951. | 1961. | 1971. | 1981. | 1991. | 2001. | 2011. |
| ----- | ----- | ----- | ----- | ----- | ----- | ----- | ----- | ----- |
| 3.956 | 3.743 | 3.703 | 3.353 | 3.108 | 3.161 | 3.254 | 3.620 | 3.882 |